# Podocampa labeosa
Podocampa labeosa är en urinsektsart som beskrevs av Otto Conde och Geeraert 1962. Podocampa labeosa ingår i släktet Podocampa och familjen Campodeidae. Inga underarter finns listade i Catalogue of Life.